# Fillinges
Fillinges [filɛ̃ʒ] est une commune française située dans le département de la Haute-Savoie, en région Auvergne-Rhône-Alpes. Elle fait partie de l'agglomération du Grand Genève.

## Géographie

### Situation

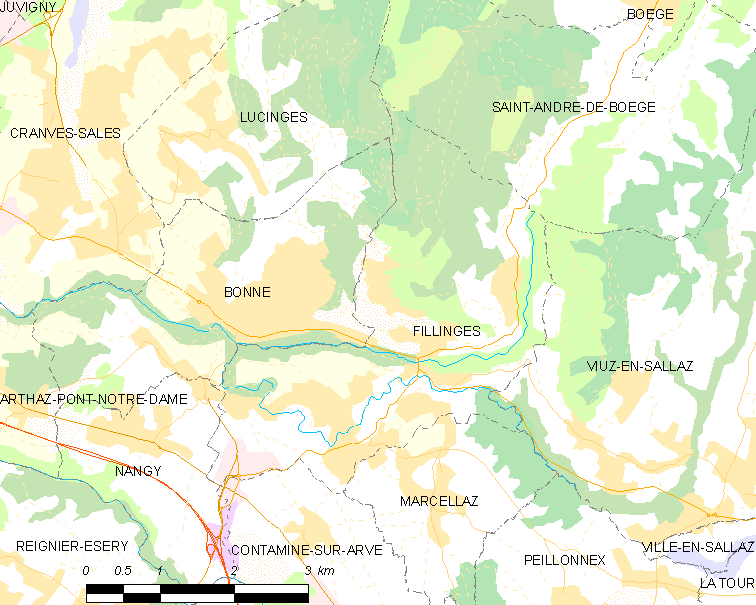
Fillinges et les communes voisines.

Le chef-lieu du village se trouve à 572 m d'altitude. Le village se trouve à 7,4 km d'Annemasse.

## Urbanisme

### Typologie
Au 1er janvier 2024, Fillinges est catégorisée ceinture urbaine, selon la nouvelle grille communale de densité à sept niveaux définie par l'Insee en 2022.
Elle appartient à l'unité urbaine de Genève (SUI)-Annemasse (partie française), une agglomération internationale regroupant 34  communes, dont elle est une commune de la banlieue,,. Par ailleurs la commune fait partie de l'aire d'attraction de Genève - Annemasse (partie française), dont elle est une commune de la couronne,. Cette aire, qui regroupe 158 communes, est catégorisée dans les aires de 700 000 habitants ou plus (hors Paris),.

### Occupation des sols
L'occupation des sols de la commune, telle qu'elle ressort de la base de données européenne d’occupation biophysique des sols Corine Land Cover (CLC), est marquée par l'importance des forêts et milieux semi-naturels (39,7 % en 2018), une proportion sensiblement équivalente à celle de 1990 (39,8 %). La répartition détaillée en 2018 est la suivante : 
forêts (39,7 %), zones urbanisées (21,5 %), prairies (19,4 %), zones agricoles hétérogènes (12,1 %), terres arables (4,5 %), zones industrielles ou commerciales et réseaux de communication (2,8 %).
L'IGN met par ailleurs à disposition un outil en ligne permettant de comparer l’évolution dans le temps de l’occupation des sols de la commune (ou de territoires à des échelles différentes). Plusieurs époques sont accessibles sous forme de cartes ou photos aériennes : la carte de Cassini (XVIIIe siècle), la carte d'état-major (1820-1866) et la période actuelle (1950 à aujourd'hui).

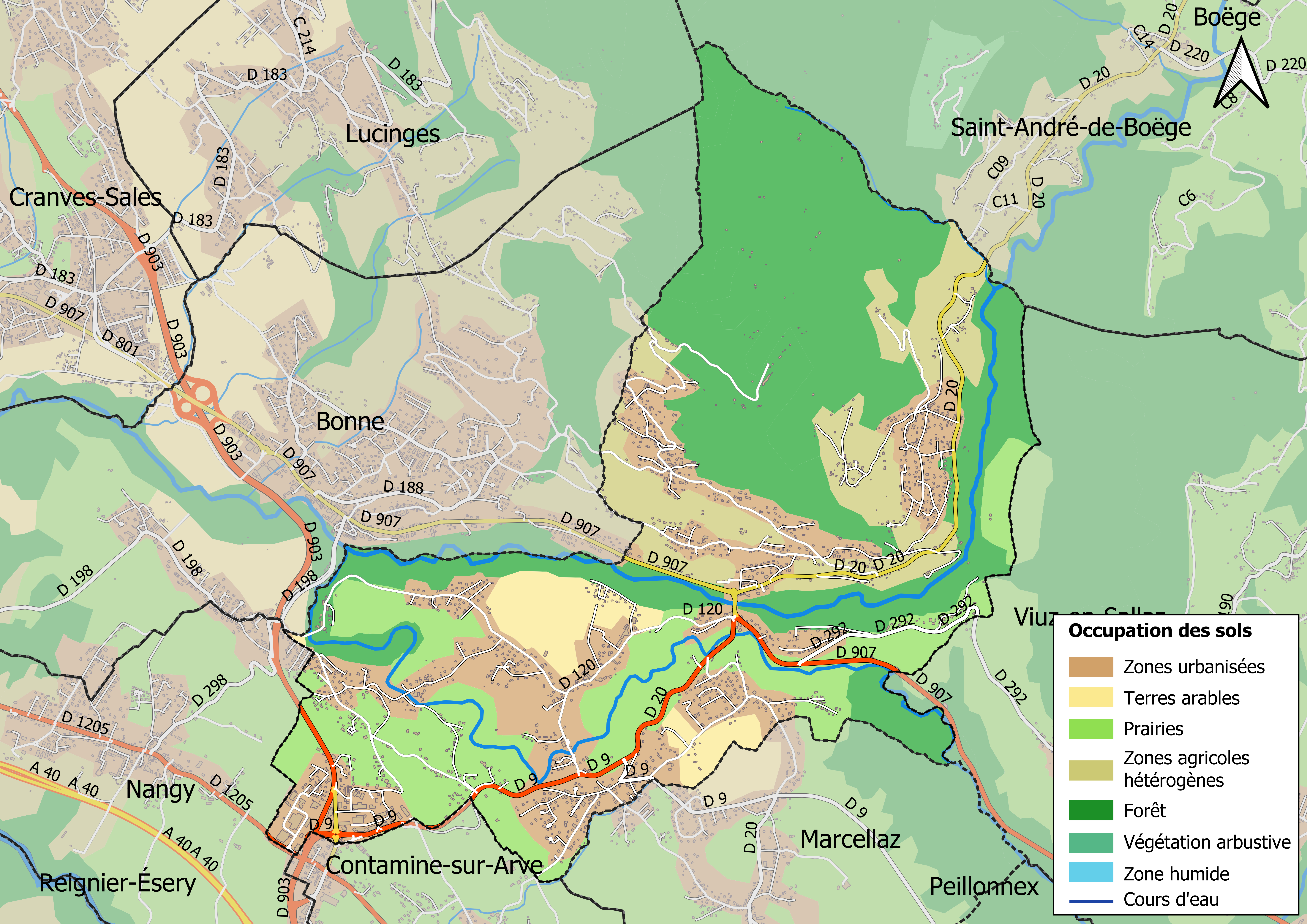
Carte des infrastructures et de l'occupation des sols en 2018 (CLC) de la commune.
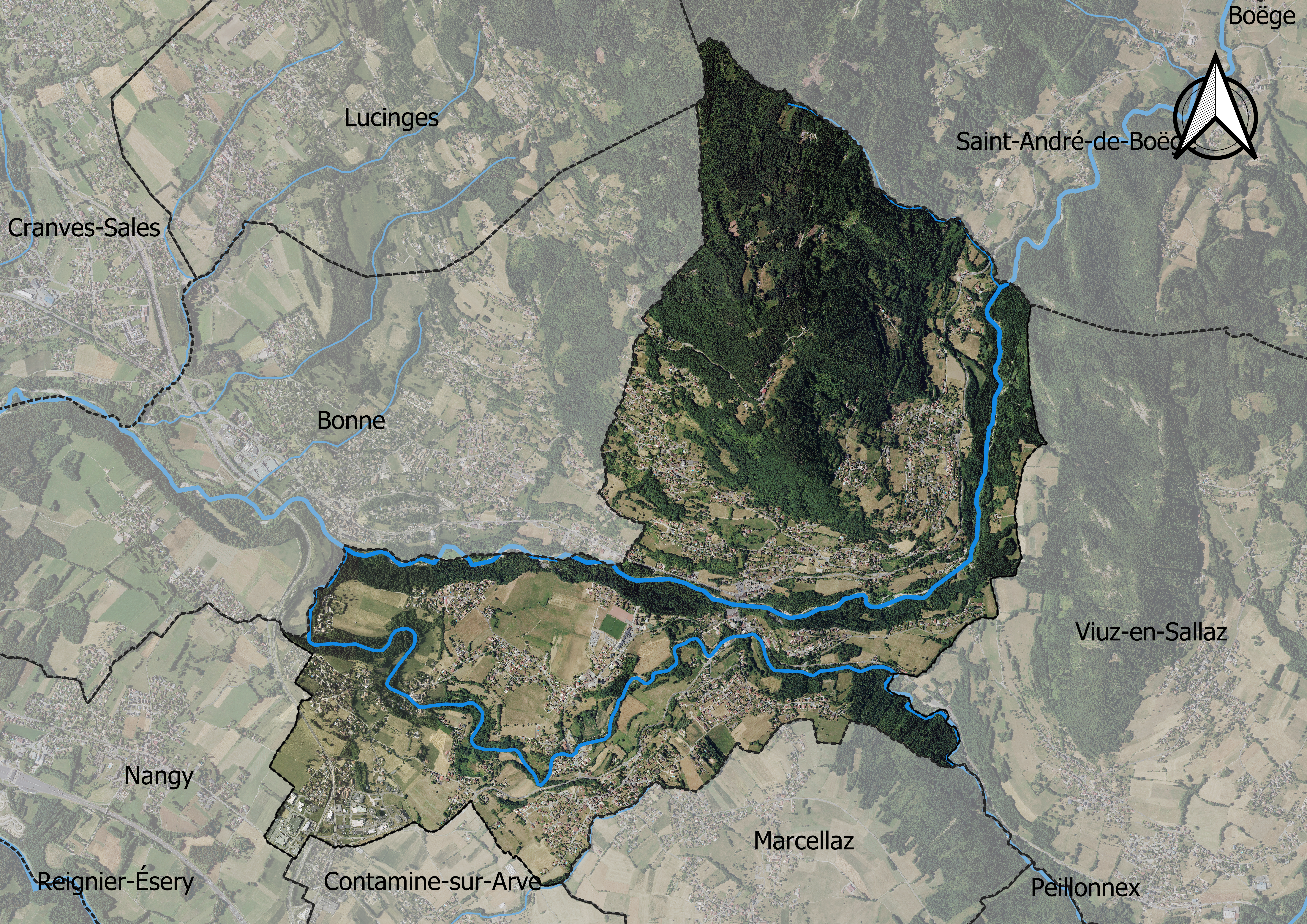
Carte orthophotogrammétrique de la commune.

## Toponymie
Sur le plan étymologique, le nom de Fillinges est d'origine burgonde, il dériverait d'« un primitif *Filingo, « chez les Filingi », dérivé du nom propre Filo ».
Les différentes mentions de la paroisse ou du village sont : Filennio et Filenis (1012), Filingiaco (1039, mentionnée par Samuel Guichenon), Filingis (1119), Filingio (1156, 1275 et 1339), Fillingio (vers 1344), Filinge durant la période d'occupation révolutionnaire française (1793, 1801),.
En francoprovençal, le nom de la commune s'écrit Flinzho (graphie de Conflans) ou Felinjo (ORB).

## Histoire

### Période médiévale
Les connaissances actuelles ne permettent pas de connaître exactement l'organisation féodale, avant le XVe siècle. Une partie de la terre de Fillinges appartient à une famille homonyme, qui remonterait au XIIe siècle, le reste est relève des Chissé, des Sarsonnex, auxquelles on ajoute de probablement familles nobles comme les Zonzier ou encore les Couvette. Au-delà de cette période, les noms et les possessions sont mieux connues (cf. « patrimoine »).

### Période moderne
La population a connu peu de grandes migrations aux XVIIe et XVIIIe siècles.
Les patronymes de Fillinges sont nombreux : Berthet, Ducret, Gavard, etc. auxquels sont associés des sobriquets liés au lieu précis de résidence ou à l'activité de tel ou tel ancêtre : maréchal-ferrant, cantonnier, sabotier, armurier, cordonnier, boulanger etc. (Labori, Socqui, etc.). À cette époque, les mariages sont souvent arrangés et ont lieu entre habitants de la commune ou de hameaux avoisinants (Arpigny, Marcellaz, Viuz, La Tour, Bonne, Mijouet, Loëx, etc.).

### Période contemporaine
Entre 1780 et 1837, Fillinges fait partie de la province de Carouge, division administrative des États de Savoie.
Le nom de la commune a connu des orthographes différentes au fil du temps. Ainsi, il s'écrivait Filinge dès 1793 et Fillinge dès 1801.
Au XIXe siècle, plusieurs habitants sont maraîchers et vont vendre à pied leur production sur les marchés d'Annemasse et de Genève. D'autres habitants ont l'expérience de la vigne, ce qui leur permet d'offrir leurs services dans les fermes et vignobles du Crépy, voire en Suisse (dans le canton de Vaud et la région de Nyon en particulier). Certains vont regarder dans la région lyonnaise, à Paris et jusqu'au Nouveau monde (Amériques du Nord et du Sud).
En juillet 1867, les hameaux de Cruseilles et de Corbières sont séparés de la commune pour être unis à la commune de Saint-André-de-Boëge.
La Première Guerre mondiale va décimer la population masculine obligeant souvent veuves et orphelins à quitter la commune pour se rapprocher des villes (travaux domestiques).

### Époque contemporaine
La mairie de Fillinges a été déménagée pour être installée dans une nouvelle structure en 1985, en raison de la croissance de la population (environ 2 500 habitants en 1985 contre 1 000 habitants de 1950 !).

## Politique et administration

### Découpage territorial
Par arrêté préfectoral du 2 juin 2023, la commune est retirée de l'arrondissement de Saint-Julien-en-Genevois et rattachée à l'arrondissement de Bonneville.

### Liste des maires
| Période   | Période   | Identité             | Étiquette    | Qualité                                                  |
| --------- | --------- | -------------------- | ------------ | -------------------------------------------------------- |
| ?         | ?         | François Cheneval    |              |                                                          |
| mars 1977 | mars 1983 | Georges Deperraz     |              |                                                          |
| mars 1983 | mars 2008 | Jean-François Gavard | DVD          |                                                          |
| mars 2008 | En cours  | Bruno Forel          | DVD puis UDI | Chef d'entreprise Président de la CC des Quatre Rivières |

## Population et société
Les habitants de la commune sont appelés les Fillingeois.

### Démographie
L'évolution du nombre d'habitants est connue à travers les recensements de la population effectués dans la commune depuis 1793. Pour les communes de moins de 10 000 habitants, une enquête de recensement portant sur toute la population est réalisée tous les cinq ans, les populations de référence des années intermédiaires étant quant à elles estimées par interpolation ou extrapolation. Pour la commune, le premier recensement exhaustif entrant dans le cadre du nouveau dispositif a été réalisé en 2006.

En 2022, la commune comptait 3 550 habitants, en évolution de +4,72 % par rapport à 2016 (Haute-Savoie : +6,01 %, France hors Mayotte : +2,11 %).
| 1793  | 1800  | 1806  | 1822  | 1838  | 1848  | 1858  | 1861  | 1866  |
| ----- | ----- | ----- | ----- | ----- | ----- | ----- | ----- | ----- |
| 1 139 | 1 357 | 1 398 | 1 800 | 1 952 | 2 035 | 1 913 | 1 896 | 1 931 |

| 1872  | 1876  | 1881  | 1886  | 1891  | 1896  | 1901  | 1906  | 1911  |
| ----- | ----- | ----- | ----- | ----- | ----- | ----- | ----- | ----- |
| 1 815 | 1 791 | 1 656 | 1 630 | 1 552 | 1 473 | 1 493 | 1 429 | 1 260 |

| 1921  | 1926  | 1931  | 1936  | 1946  | 1954  | 1962  | 1968  | 1975  |
| ----- | ----- | ----- | ----- | ----- | ----- | ----- | ----- | ----- |
| 1 109 | 1 120 | 1 081 | 1 055 | 1 034 | 1 146 | 1 054 | 1 133 | 1 508 |

| 1982  | 1990  | 1999  | 2006  | 2011  | 2016  | 2021  | 2022  | - |
| ----- | ----- | ----- | ----- | ----- | ----- | ----- | ----- | - |
| 1 619 | 2 005 | 2 441 | 2 893 | 3 216 | 3 390 | 3 537 | 3 550 | - |

### Enseignement
- École primaire Adrien-Bonnefoy ;
- École maternelle.

### Associations
La ville de Fillinges regroupe, début 2007, 17 associations. Dont :
- l'OHMF (orchestre d'harmonie municipale de Fillinges) ;
- La P'tite assoce tointoinges, association socio-culturelle qui organise de nombreux évènements tout au long de l'année (théâtres, concerts, tremplin musical) puis le « Tointoinges Festival » fin mai.
  - Édition 2007 : Raspigaous, OPS, Walter, Les Farates
  - Édition 2008 : N&sk (Saint-Étienne), William White (Suisse), Les Joyeux Urbains (Yvelines), Merzhin(bretagne), Positive Root's Band (Toulouse) et Thomso (Clermont-Ferrand)
  - Édition 2009 : Danakil, 10 rue de la Madeleine, LPB Club
  - Édition 2010 : Moonraisers...

L'association est également en relation avec une association togolaise, Tin Yal T kua, avec qui elle participe à de nombreux projets de développement dans les écoles de la région des Savanes près de Dapaong ;
- CHLORO'FILL, association voulant sensibiliser la population fillingeoise à l'écologie.

## Économie
- Zone d'Activité des Begues.
- Zone d'Activité de Findrol.
- Fruitière.
- Prosys, fabrication de machines spécialisées pour l'assemblage et le bobinage.

## Culture locale et patrimoine

### Lieux et monuments
- Château de Couvette (1375)[17] ; elle nous est représentée sur la mappe sarde avec un plan quadrangulaire flanqué aux quatre angles par des tourelles, terre érigée en baronnie[18] ;
- Maison forte de Fillinges (attestée), possession d'une branche cadette des Machard, les Chillaz[17],[19],[18].
- Maison forte de Chillaz (attestée), possession des Fillinges, puis des Ramel, puis des Machard de Chassey[18].
- Maison forte de Bouger/Bougé (attestée), qui contrôle le pont, possession des du Fresnoy, des Bellegarde, puis des Gantelet-Rochette[18].
- Château Baillard, probablement du XVIe siècle.
- Église Saint-Laurent (1863)[20]. Une église primitive semble exister au XIIIe siècle avec la mention du plus ancien curé Simon de Verter[21]. Simon de Verter est d'origine vaudoise, il est curé de Fillinges en Faucigny et chanoine de Genève et présent en Angleterre en mai 1249 parmi d'autres clercs d'origine savoyarde[22]. Il n'est resté qu'une porte et un bénitier de pierre noire de l'ancienne église[20]. Celle-ci est reconstruite en 1863 dans un style néo-gothique[20].

### Culture

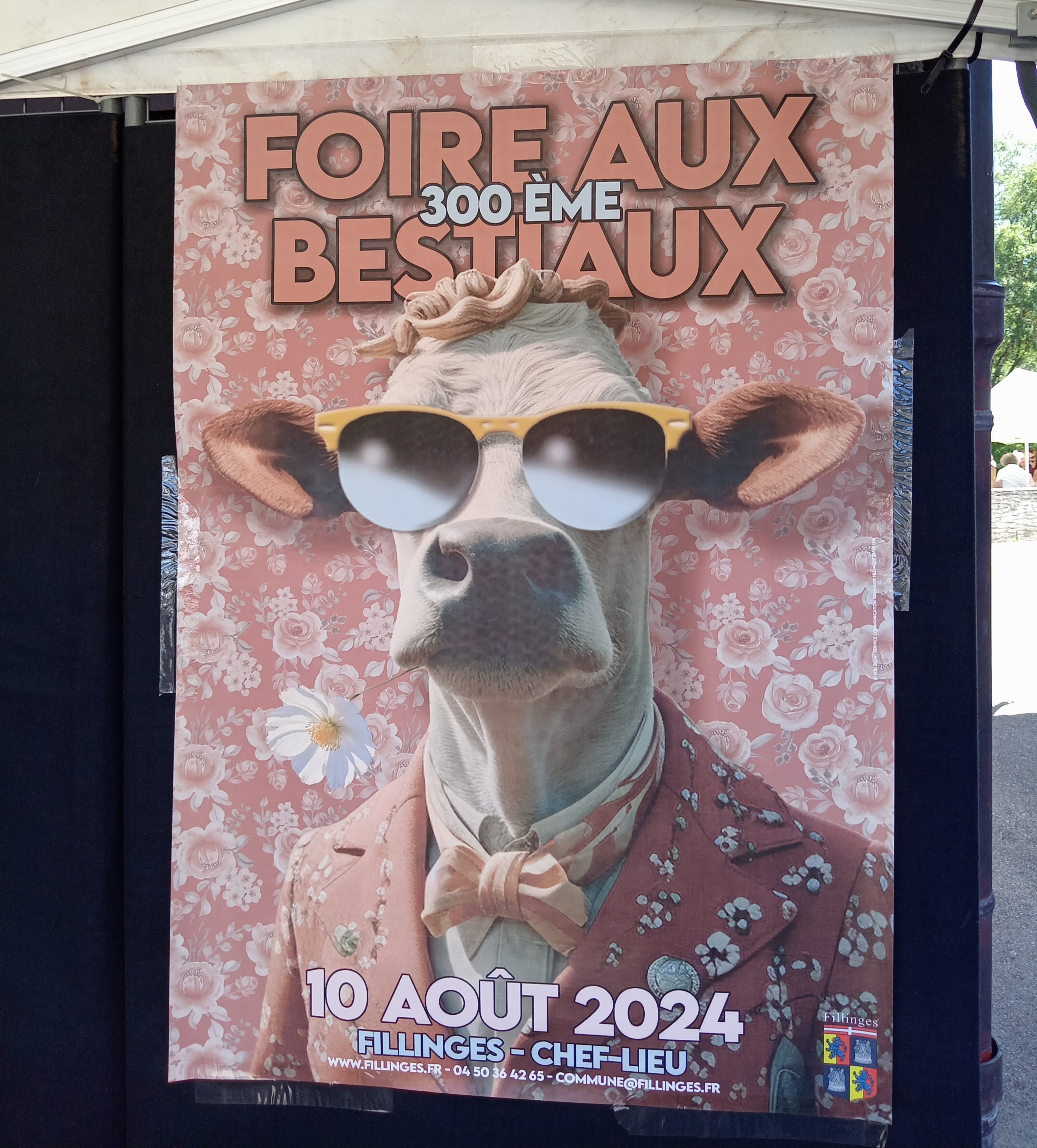
Affiche de la 300ème foire aux bestiaux de Fillinges (année 2024)

La foire aux bestiaux de Fillinges a lieu, chaque année, le samedi qui suit la Saint Laurent. Elle est également connue sous le nom de la foire de la Saint Laurent (saint patron de la commune).
Cette foire fait partie des plus anciennes foires du département de la Haute-Savoie, ces racines remontent au XVIème siècle. Autrefois, cette foire portait également le nom de la "foire au laiton", du nom du poulain vendu aux paysans pour travailler les champs. A cette époque, la foire était l'occasion, pour les artisans et les agriculteurs, de vendre leurs produits et leurs animaux ; elle était également un moment convivial qui permettait à la population rurale de rencontrer la population urbaine.
Cette foire a célébré, en 2024, ses 300 ans d'existence en perpétuant la tradition avec l'exposition de bétail (chevaux, vaches...) et la mise en valeur du savoir faire régional.

### Personnalités liées à la commune
- Michel Berthet, fils de Frédéric, natif d'Arpigny en 1914, champion de France de football 1934. Président de l'Association des Prisonniers de Guerre nord Haute-Savoie. Sur impulsion du général de Gaulle, fut l'initiateur du premier échange franco-allemand entre Thonon et Eberbach en 1961[réf. nécessaire].
- Jules Mercier, marié à Fillinges en 1877.
- Le pianiste classique d'origine hollandaise Fred Snoek s'y est installé et y a ouvert une école de musique[25],[26].

### Héraldique
| Armes de Fillinges | Les armes de Fillinges se blasonnent ainsi : « Écartelé aux I et IV, parti d'or et de gueules au lion de sable armé et lampassé de gueules brochant sur le parti ; aux II et III, d'azur à une cuirasse antique d'argent, le tout sommé d'un chef retrait de gueules à la croix d'argent ». |

Les quartiers I et IV de ce blason représentent les armoiries de la famille qui détint la seigneurie de Fillinges, tandis que la cuirasse des quartiers II et III est inspirée d'une découverte faite sur le territoire de la commune en 1900.